# Bruno Beater

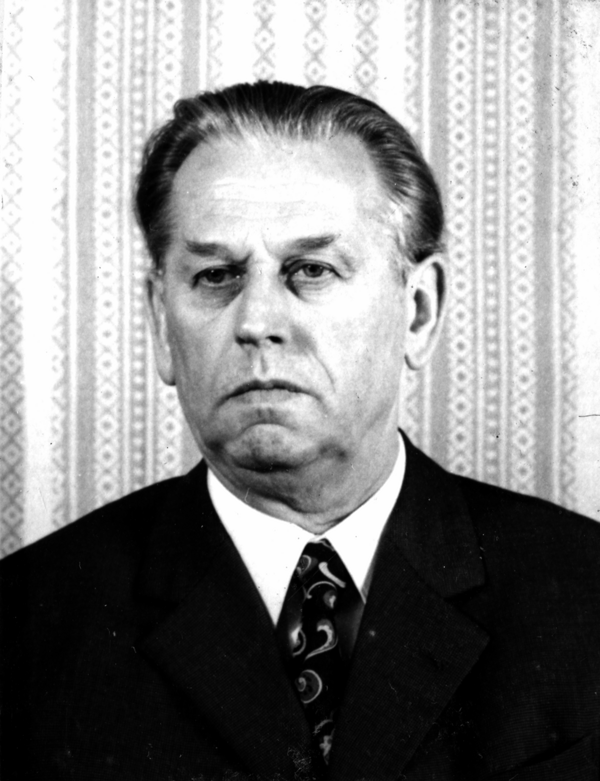
Bruno Beater

Bruno Beater (* 5. Februar 1914 in Berlin; † 9. April 1982 in Ost-Berlin) war ein deutscher Generaloberst und stellvertretender Minister für Staatssicherheit der DDR.

## Leben
Nach der Volksschule machte der Arbeitersohn von 1928 bis 1932 eine Ausbildung zum Zimmermann und wurde 1933 Brotausfahrer. 1929 wurde er Mitglied des KJVD. 1934 wurde er zum RAD gezogen, danach arbeitete er von 1935 bis 1939 als Zimmermann bei Rheinmetall-Borsig. Von 1936 bis 1938 leistete er seinen Wehrdienst. Seit 1939 leistete er den Kriegsdienst, bis er im Juni 1944 als Oberfeldwebel zur Roten Armee überlief. Dort wurde er Frontpropagandist des NKFD und war als Aufklärer im Kessel Breslau tätig. Nach Kriegsende von Mai bis zum Oktober 1945 war er im Kriegsgefangenenlager Breslau-Hundsfeld als Instrukteur und Leiter des Antifa-Aktivs eingesetzt.

### Nachkriegszeit
Er trat 1945 der KPD bei, und durch die Zwangsvereinigung von SPD und KPD wurde er SED-Mitglied. Noch 1945 wurde er in der sowjetischen Besatzungszone bei der neu geschaffenen Polizei eingestellt und als Leiter der Kripo Hennigsdorf eingesetzt. Von hier wurde er zum Leiter der Kripo des Kreises Osthavelland in Nauen berufen und kam so 1949 zur Hauptverwaltung zum Schutze der Volkswirtschaft, die er in Brandenburg aufbaute. Aus dieser Position heraus wurde er im April 1950 zum Leiter der Abteilung V (Bekämpfung der Untergrundtätigkeit gegen die Volkswirtschaft) der Verwaltung Groß-Berlin des neuen MfS berufen, dem dann im August des gleichen Jahres die Position als Leiter der Abteilung V in der Zentrale des MfS in Berlin folgte. In dieser Funktion initiierte er u. a. die Entführung von Walter Linse aus West-Berlin, der in der Folge vom MfS inhaftiert und schließlich an ein sowjetisches Militärgericht überstellt wurde, das ihn am 23. September 1953 zum Tode verurteilte. Beater ist somit mitverantwortlich für den Justizmord an Linse am 15. Dezember 1953 in Moskau. 

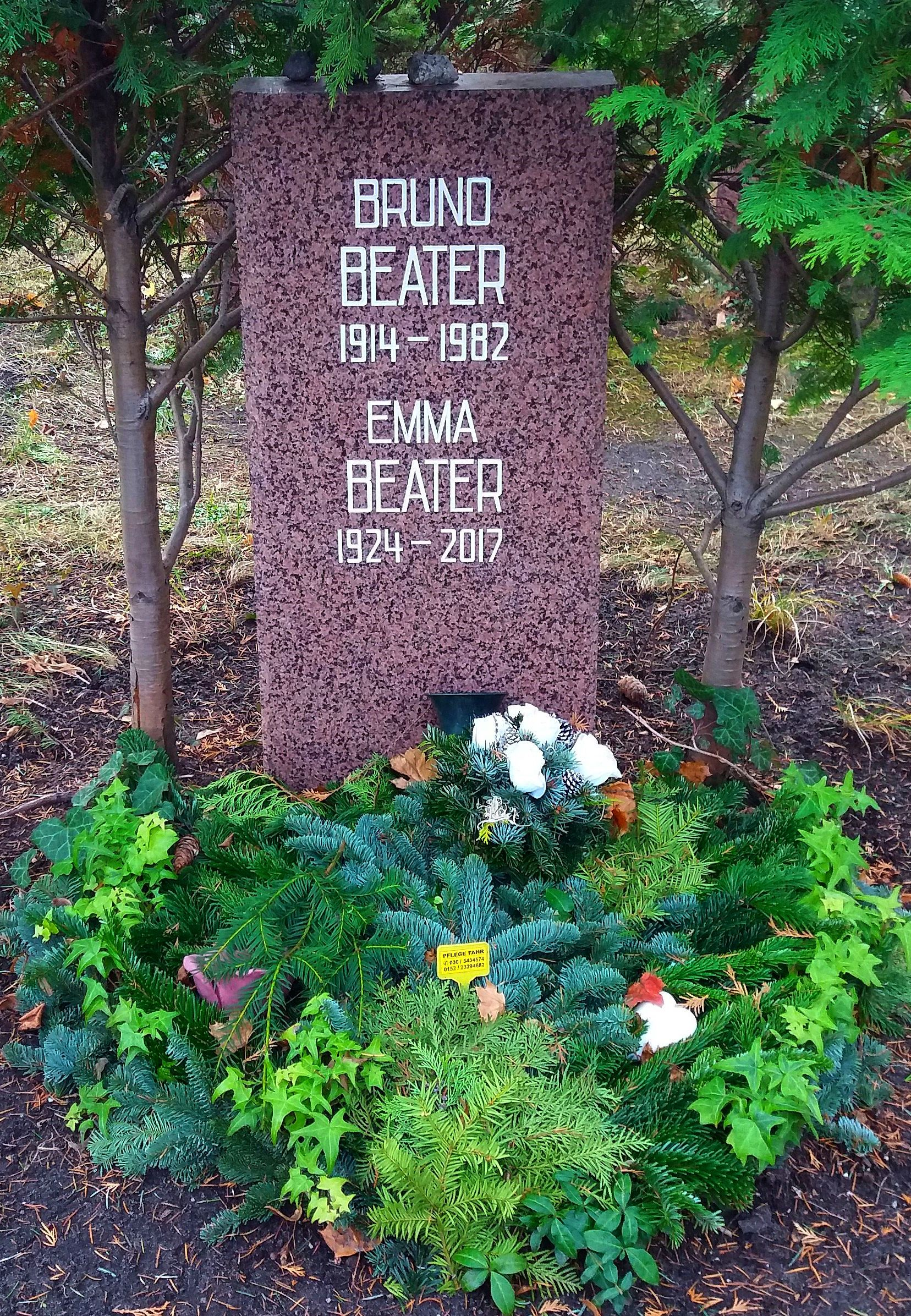
Grab von Bruno Beater auf dem Zentralfriedhof Friedrichsfelde in Berlin

1953 wurde die Abteilung zur Hauptabteilung V umstrukturiert. 1955 wurde Beater zum stellvertretenden Minister für Staatssicherheit und im Oktober 1959 zum Generalmajor ernannt. Von 1962 bis 1963 besuchte er die Parteihochschule der SED. Auf dem VI. Parteitag der SED im Januar 1963 wurde er zum Kandidaten des ZK der SED gewählt. 1964 wurde er als Nachfolger von Otto Walter 1. Stellvertreter des Ministers für Staatssicherheit und im Februar 1965 zum Generalleutnant befördert. 
Am 2. Oktober 1973 wurde er auf der 10. Tagung des ZK der SED zusammen mit Egon Krenz zum Mitglied des ZK der SED gewählt.  Im Februar 1980 erfolgte seine Beförderung zum Generaloberst.
Seine Urne wurde in der Grabanlage Pergolenweg des Berliner Zentralfriedhofs Friedrichsfelde beigesetzt.
Nach seinem Tod wurde die Schule der Hauptabteilung III des MfS nach ihm benannt.

## Ehrungen
Von der Juristischen Hochschule des MfS Eiche-Golm wurde ihm der Titel Dipl.-Jur. verliehen.
- 1964 Orden Banner der Arbeit[8]
- 1969 Vaterländischer Verdienstorden in Gold
- 1974 Karl-Marx-Orden
- 1979 Ehrentitel Held der Arbeit[9]